# Institut polytechnique de Paris
Institut polytechnique de Paris (IP Paris) je fakultet inženjeringa u Francuskoj. Nalazi se u gradu Palaiseau. IP Paris je javna ustanova za visoko obrazovanje i tehnička istraživanja. Istraživanja na IP Paris organizirana su u pet tematskih područja: energija i klima, digitalna tehnologija, sigurnost, tehnologija i zdravlje.
Institut je 15. rujna 2020. zajedno s HEC Paris osnovao istraživački centar za umjetnu inteligenciju Hi! PARIS.

## Vanjske poveznice
- Institut polytechnique de Paris